# یخنی

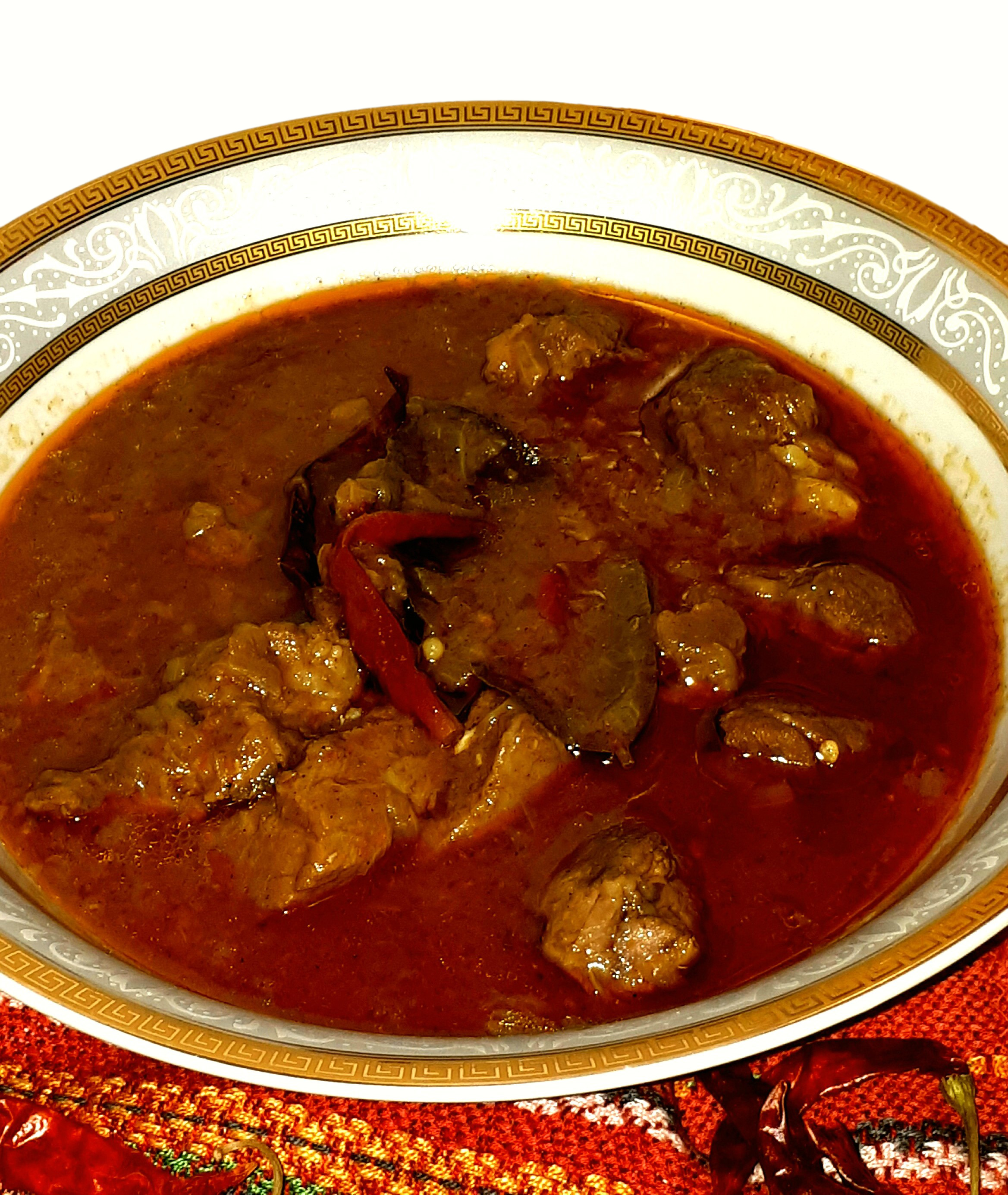
بشقابی از خورشت یخنی

یخنی نام طیف گسترده‌ای از غذاهایی است که در محدوده جغرافیایی بالکان تا جنوب آسیا شامل ایران و افغانستان پخته می‌شوند. مانند شوربای یخنی، یخنی عدس کلم، یخنی نخود، یخنی لوبیا.
آب یخنی اصطلاحی در آشپزی است و به آبی گفته می‌شود که موادی مانند گوشت، قلم، مرغ، بوقلمون، ماهی و میگو را به همراه برخی تره‌بار در آن می‌جوشانند و پس از صاف کردن به مایهٔ سوپ، سس، خورش، و آب‌گوشت اضافه می‌کنند. آب یخنی را به نام ماده‌ای می‌نامند که در آن جوشانده و مغزپخت یا نیم‌پز کرده‌اند؛ مانند، آب مرغ و آب قلم. آشپزها نگهداری انواع آب یخنی را در آشپزخانه برای مایه‌دار کردن انواع غذاها توصیه می‌کنند.